# 宇喜多秀邑
宇喜多 秀邑（うきた ひでさと）は、江戸時代後期の人物。宇喜多秀美の嫡男。

## 生涯
寛政7年（1795年）、八丈島に配流された大名・宇喜多氏の嫡家（宇喜多孫九郎家）の嫡男として生まれる。
文政3年（1820年）、父秀美の隠居により家督を継ぐ。
八丈島在住の宇喜多一族の系譜がないことを嘆き、旧記を調べ、本家の系譜は整理するも、分流までは整理に至らず。
天保15年（1844年）6月2日死去。後継男子はなく、急遽、浮田半六家当主浮田継朔の次男・継種が養子となり、秀種と改名し家督を継ぐ。